# 36264 Kojimatsumoto
36264 Kojimatsumoto este o planetă minoră (asteroid) din centura de asteroizi. A fost descoperită pe 13 decembrie 1999 la Stația Anderson Mesa de Lowell Observatory Near-Earth-Object Search și a fost numită după Koji Matsumoto⁠(d). 
Obiectul prezintă o orbită caracterizată de o semiaxă mare de 2,9878014 UAi, o excentricitate de 0,09, o înclinație de 10,89934 ° în raport cu ecliptica.